# Grand Prix Formule 1 van Canada 2003
De Grand Prix Formule 1 van Canada 2003 werd gehouden op 15 juni 2003 op het Circuit Gilles Villeneuve in Montreal.

## Uitslag
| Positie | Nummer | Rijder                | Team               | Ronden | Tijd/Opgave     | Startplaats | Punten |
| ------- | ------ | --------------------- | ------------------ | ------ | --------------- | ----------- | ------ |
| 1       | 1      | Michael Schumacher    | Scuderia Ferrari   | 70     | 1:31:13.591     | 3           | 10     |
| 2       | 4      | Ralf Schumacher       | Williams-BMW       | 70     | +0.784          | 1           | 8      |
| 3       | 3      | Juan Pablo Montoya    | Williams-BMW       | 70     | +1.355          | 2           | 6      |
| 4       | 8      | Fernando Alonso       | Renault            | 70     | +4.481          | 4           | 5      |
| 5       | 2      | Rubens Barrichello    | Scuderia Ferrari   | 70     | +1:04.261       | 5           | 4      |
| 6       | 6      | Kimi Räikkönen        | McLaren - Mercedes | 70     | +1:10.502       | 20          | 3      |
| 7       | 14     | Mark Webber           | Jaguar Racing      | 69     | +1 Ronde        | 6           | 2      |
| 8       | 20     | Olivier Panis         | Toyota             | 69     | +1 Ronde        | 7           | 1      |
| 9       | 19     | Jos Verstappen        | Minardi - Cosworth | 68     | +2 Rondes       | 15          |        |
| 10      | 15     | Antônio Pizzonia      | Jaguar Racing      | 66     | +4 Rondes       | 13          |        |
| 11      | 21     | Cristiano da Matta    | Toyota             | 64     | +6 Rondes       | 9           |        |
| Ret     | 18     | Justin Wilson         | Minardi - Cosworth | 60     | Versnellingsbak | 18          |        |
| Ret     | 17     | Jenson Button         | BAR-Honda          | 51     | Versnellingsbak | 17          |        |
| Ret     | 5      | David Coulthard       | McLaren - Mercedes | 47     | Versnellingsbak | 11          |        |
| Ret     | 9      | Nick Heidfeld         | Sauber - Petronas  | 47     | Motor           | 12          |        |
| Ret     | 7      | Jarno Trulli          | Renault            | 22     | Ongeluk         | 8           |        |
| Ret     | 11     | Giancarlo Fisichella  | Jordan-Ford        | 20     | Versnellingsbak | 16          |        |
| Ret     | 12     | Ralph Firman          | Jordan-Ford        | 20     | Motor           | 19          |        |
| Ret     | 16     | Jacques Villeneuve    | BAR-Honda          | 14     | Remmen          | 14          |        |
| Ret     | 10     | Heinz-Harald Frentzen | Sauber - Petronas  | 6      | Elektrisch      | 10          |        |

## Wetenswaardigheden
- Dit was de tweede keer dat de gebroeders Schumacher een 1-2 finish hadden, de eerste keer was in de editie van 2001.
- Dit is de eerste keer dat de race engineer van Michael Schumacher, Chris Dyer, op het podium verscheen met Schumacher.

## Statistieken
| Snelste ronde | Fernando Alonso | Renault | 1:16.040 |

## Noot
- Dit was de eerste snelste ronde voor Fernando Alonso en voor een Spaanse coureur.
- Michael Schumacher breidde zijn record uit door de Grote Prijs van Canada voor de zesde keer te winnen (eerdere overwinningen in 1994, 1997, 1998, 2000, en 2002).

1967 · 1968 · 1969 · 1970 · 1971 · 1972 · 1973 · 1974 · 1976 · 1977 · 1978 · 1979 · 1980 · 1981 · 1982 · 1983 · 1984 · 1985 · 1986 · 1988 · 1989 · 1990 · 1991 · 1992 · 1993 · 1994 · 1995 · 1996 · 1997 · 1998 · 1999 · 2000 · 2001 · 2002 · 2003 · 2004 · 2005 · 2006 · 2007 · 2008 · 2010 · 2011 · 2012 · 2013 · 2014 · 2015 · 2016 · 2017 · 2018 · 2019 · 2022 · 2023 · 2024 · 2025 · 2026 · 2027 · 2028 · 2029